# Gorenje (gmina Postojna)
Gorenje – wieś w Słowenii, w gminie Postojna. W 2018 roku liczyła 104 mieszkańców.